# Norman Taurog
Norman Rae Taurog (født 23. februar 1899 i Chicago, Illinois, USA, død 7. april 1981 i Rancho Mirage, Californien, USA) var en amerikansk filminstruktør.
Han vandt i 1930/31 en Oscar for bedste instruktør med filmen Skippy.

## Elvis-perioden
Efter en lang række af film med mange forskellige skuespillere gik han i 1960 i gang med den første af sine film med Elvis Presley, musicalen G.I.Blues. Dette blev et vendepunkt for Elvis. Indtil da havde Elvis haft ambitioner om at blive "den nye James Dean" med roller som den hårde, vilde, fandenivoldske unge mand i film som Love Me Tender (1956), Jailhouse Rock (1957) og King Creole (1958). Men Oberst Tom Parker havde andre planer med sin sangstjerne. G.I.Blues var Elvis' første film i to år og var med til at slå tonen an for fremtidige film med ingredienser som: Et par søde piger, nogle enkelte eventyr og nogle gode sange undervejs. Det var velfabrikeret underholdning lavet over den samme glade læst, og Taurog, som nu var i tresserne, kunne sit metier. Så imponeret var Tom Parker over Taurogs arbejde, at han over de følgende otte år gav Taurog instruktionen af yderligere otte Elvis-film: Blue Hawaii (1961), Girls! Girls! Girls! (1962), It Happened At The World's Fair (1963), Tickle Me (1965), Spinout (1966), Double Trouble (1967), Speedway (1968) og Live A Little, Love A Little (1968). Selv om nogle var bedre end andre (og nogle næsten ens), var det Taurogs fortjeneste at filmene havde rytme og stil, at komedien var intakt, replikkerne leveret korrekt og sangene passede ind i helheden.
Elvis-årene blev slutningen på Taurogs karriere; et år efter indspilningen af Live A Little, Love A Little var han blevet blind.

## Andet
Taurog har en stjerne på Hollywood Walk of Fame.